# Fernando Salgueiro
Fernando Carlos Pinto da Costa  ComM  (Valada, Cartaxo, 7 de maio de 1913 — Valada, Cartaxo, 15 de fevereiro de 1996), conhecido como Fernando Salgueiro, foi um cavaleiro tauromáquico português.

## Biografia
Duma família de importantes ganadeiros ribatejanos, cuja ascendência remonta a João da Costa, primeiro conde de Soure, e filho do cavaleiro amador Carlos Salgueiro Pinto da Costa (Santos-o-Velho, Lisboa, c. 1884), e de Gertrudes Colaço (Santa Catarina, Caldas da Rainha, c. 1885), estreou-se nas arenas tinha apenas dez anos de idade, em 19 de agosto de 1923. Depois, dedicou-se à aprendizagem da equitação, em que se revelou exímio.
Um ano depois de se licenciar em Medicina Veterinária, recebeu das mãos de João Branco Núncio a alternativa de cavaleiro tauromáquico na Monumental do Campo Pequeno, a 24 de abril de 1938. Conhecido pelo público como Dr. Fernando Salgueiro, obteve muitos êxitos, tanto em Portugal como em Espanha, e foi iniciador de uma dinastia toureira.
Depois de conceder a alternativa ao seu filho, Fernando Andrade Salgueiro, deixou de atuar em público, voltando apenas para conceder a alternativa ao seu neto, João Salgueiro, a 29 de maio de 1988.
O Presidente da República Mário Soares atribuiu-lhe a 28 de junho de 1988 o grau de Comendador da Ordem do Mérito.